# Раздел Османской империи
Раздел Османской империи (тур. Osmanlı İmparatorluğu'nun parçalanması, 30 октября 1918 — 1 ноября 1922) — политическое событие, произошедшее после Первой мировой войны, когда в результате поражения Османской империи в этом конфликте и начавшегося ещё до этого события её распада огромный конгломерат территорий и народов, ранее находившихся под властью турецкого султана, был разделён на несколько новых государств и территорий.
Раздел Османской империи предусматривался противостоящими Турции державами с первых дней вступления этого государства в войну, хотя противники Османской империи — союзники, имели множество противоречий в своих послевоенных целях на территории Османской империи и заключили несколько двойных и тройных договоров. После оккупации Константинополя войсками Антанты в ноябре 1918 года правительство Османской империи подписало Севрский мирный договор в 1920 году. Однако Война за независимость Турции заставила союзников вернуться за стол переговоров до того, как договор был ратифицирован. Союзники и Великое национальное собрание Турции подписали и ратифицировали новый Лозаннский мирный договор в 1923 году взамен Севрского договора, закрепившего большинство территориальных вопросов. Один нерешённый вопрос — Мосульский конфликт позже был решён при участии Лиги Наций.
Раздел Османской империи привёл к созданию современного арабского мира и Турецкой Республики. Лига Наций предоставила Франции мандаты на Сирию и Ливан, а Великобритании — на Месопотамию и Палестину (которая впоследствии была разделена на две области: Палестина и Трансиордания). Владения Османской империи на Аравийском полуострове стали частью того, что на сегодняшний день является Саудовской Аравией и Йеменом.

## Обзор
Османская империя была халифатом — ведущим исламским государством начала XX века в геополитическом, идеологическом и культурном планах. Раздел Османской империи привёл к появлению на Ближнем Востоке владений западных держав, в частности Великобритании и Франции. Самое раннее сопротивление влиянию этих сил исходило от турецкого национального движения и получило более широкое распространение на «постосманском» Ближнем Востоке после Второй мировой войны.
Раздел был запланирован западными державами посредством заключения в ходе Первой мировой войны Союзниками нескольких соглашений, касающихся Османской империи. Англичане и французы разделили восточную часть Ближнего Востока (также называемая «Великая Сирия»), между собой, заключив соглашение Сайкса-Пико́. Другое секретное соглашение было заключено между Италией и Россией. Декларация Бальфура (1917) обещала сионистам поддержку британского правительства в создании «национального очага для еврейского народа» в Палестине, где в то время проживало еврейское национальное меньшинство, численность которого была значительно меньше численности преобладающего арабо-мусульманского населения. Власти царской России также заключили ряд военных соглашений с Антантой о разделе Османской империи, но после русской революции Россия не принимала участия в разделах османских владений.
Севрский договор (1920) официально признал мандат недавно созданной Лиги Наций на Ближнем Востоке, независимость Йемена, а также британский суверенитет над Кипром.

## Французский мандат
Сирия и Ливан стали французскими протекторатами, замаскированными под мандаты Лиги Наций.

### Мандат в Ливане

Карта французского мандата Сирии и Ливана

Территория, созданная Францией на Ближнем Востоке, получила название Великий Ливан. Она была предшественником современного Ливана. Эта территория существовала с 1 сентября 1920 года по 23 мая 1926 года. Франция отделила эту территорию от левантийских суши (являвшейся мандатом Лиги Наций) в целях создания «тихой гавани» для маронитского христианского населения. Марониты получили самоуправление и обеспечили впоследствии свои сильные позиции в независимом Ливане в 1943 году.
Французская интервенция, прикрываемая защитой маронитов, началась со времён так называемых «капитуляций» Османской империи — договорённостей, достигнутых в период с XVI по XIX века. В 1866 году, когда Юсуф Карам, маронитский вождь, восстал в Горном Ливане, на помощь ему прибыли военно-морские силы под руководством французов, подав жалобу в адрес губернатора, Дауд Паши, султану, а затем обеспечив бегство Карама в безопасный район.

### Мандат в Сирии
Соглашение Сайкса-Пико позволило Франции занять Сирию. В 1923 году французская власть там была окончательно утверждена, и Франция официально управляла Сирией до 1943 года.

## Британский мандат
Ирак и Палестина стали британскими подмандатными территориями, при этом один из сыновей шерифа Хусейна, Фейсал, был сделан ими королём Ирака. Палестина была разделена на две части: восточная часть стала Трансиорданией, обеспечив вскоре троном другого сына Хусейна — Абдаллу. Западная часть Палестины находилась под прямым управлением британской администрации, и еврейское население сначала получило возможность увеличивать свою численность под британской защитой. Большая часть Аравийского полуострова оказалась под контролем другого британского союзника — Ибн Сауда, который создал королевство Саудовская Аравия в 1932 году.

### Мандат в Месопотамии
Месопотамия (территория современного Ирака) находилась под управлением Великобритании и мандатом Лиги Наций до 1932 года, когда была провозглашена независимость государства.

### Мосульский вопрос
Великобритания и Турция оспаривали контроль над бывшей османской провинцией Мосул в 1920 году. В 1923 году Лозаннский договор передал Мосул под действие британского мандата в Месопотамии, но власти новой Турецкой республики утверждали, что эта область является частью их исторического «сердца». Комиссия Лиги Наций в составе трёх человек отправились в этот регион в 1924 году для изучения дела и в 1925 году по-прежнему рекомендовала передать регион в состав Ирака, а также что Великобритания должна продлить мандат ещё на 25 лет — для обеспечения прав на автономию курдского населения. Турция отвергла это решение. Тем не менее, Великобритания, Ирак и Турция заключили договор 5 июня 1926 года, который в основном совпадал с решением Совета Лиги. Мосул находился в составе британского мандата Месопотамия до получения Ираком независимости в 1932 году по настоянию короля Фейсала, хотя и с сохранением британских военных баз и права для англичан перемещать свои силы по территории страны.

### Мандат в Палестине

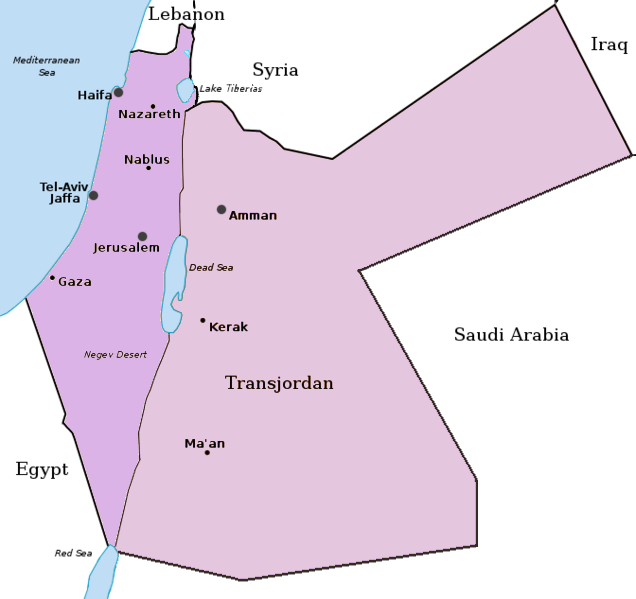
Британский мандат в Палестине

Во время войны британское правительство дало три противоречивых обещания о дальнейшей судьбе Палестины. Британия обещала через британского разведчика Лоуренса (он же Лоуренс Аравийский) создание независимого объединённого арабского государства, охватывающего большую часть арабского Ближнего Востока, в обмен на поддержку арабами англичан во время войны. Британия также пообещала создать и развивать еврейское национальное государство в Декларации Бальфура 1917 года. Наконец, британцы посредством переписки Хусейна-МакМэхона обещали, что Хашимитская семья будет иметь власть над большей частью земли в регионе в обмен на их поддержку Великого арабского восстания.
Арабское восстание, которое было частично организовано Лоуренсом, позволило британским войскам под командованием генерала Алленби победить османские войска в 1917 году и занять территории Палестины и Сирии. Эти земли оставались в ведении британцев до конца войны.
Британия получила контроль над Палестиной по результатам Парижской мирной конференции, на которой была создана Лига Наций в январе 1920 года. Герберт Самуэль, бывший Генеральный почтмейстер в британском кабинете, который сыграл важную роль в подготовке Декларации Бальфура, был назначен первым Верховным комиссаром в Палестине.
В апреле 1920 года на конференции в Сан-Ремо, Британии был выдан мандат Лиги Наций на Палестину.
В 1923 году Британия передала часть Голанских высот французскому мандату в Сирии в обмен на регион Метула.

## Движение за независимость

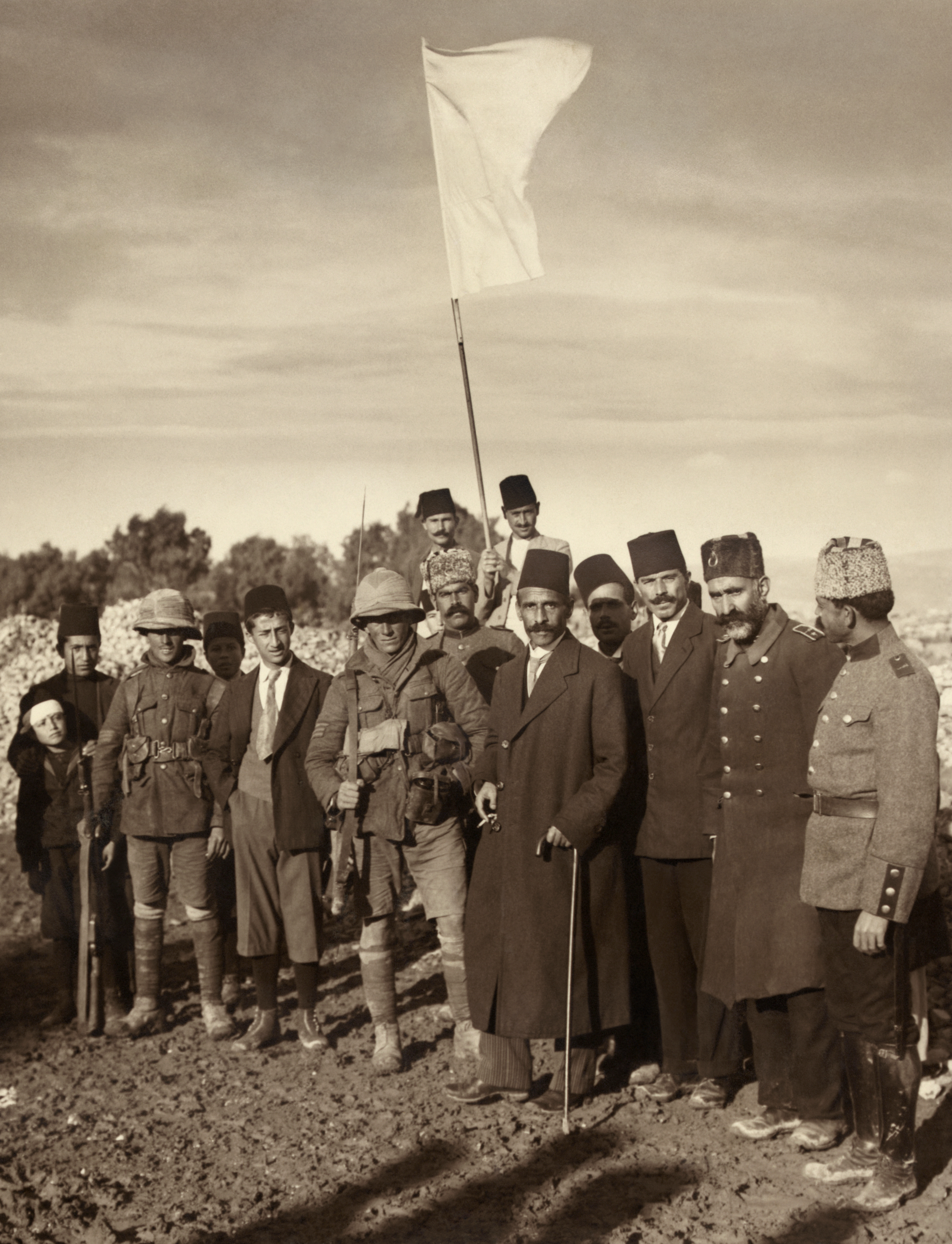
Османские войска после сдачи Иерусалима (1917) с двумя сержантами Королевских войск Великобритании

После ухода турок арабы провозгласили создание независимого государства в Дамаске, но они были слишком слабы в военном и экономическом отношении, чтобы противостоять европейским державам долгое время, и Англия и Франция вскоре восстановили контроль над их землями.
В 1920-е и 1930-е годы Ирак, Сирия и Египет стали фактически независимыми, хотя британцы и французы формально не покидали регион до окончания Второй мировой войны. Но в Палестине конфликтующие силы арабского национализма и сионизма создали ситуацию, которая не давала англичанам возможности оставить эту территорию. Приход к власти Адольфа Гитлера в Германии создал новую актуальность в сионистском стремлении как можно скорее создать еврейское государство в Палестине.

## Анатолия
Русские, британцы, итальянцы, французы, греки, армяне и турки имели свои претензии на Анатолию, основанные на огромном количестве военных обещаний, военных действий, секретных соглашений и договоров.

### Россия
Царское правительство хотело выселить мусульманских жителей Северной Анатолии и Стамбула, заменив их поселенцами-казаками.
В марте 1915 года министр иностранных дел Российской империи Сергей Сазонов сообщил британскому послу Бьюкенену и французскому послу Морису Палеологу, что для прочного послевоенного урегулирования необходимо сделать русскими владениями «город Константинополь, западный берег Босфора, Мраморного моря и Дарданелл, а также южную Фракию до линии Энос Мидия» и «часть азиатского побережья между Босфором, рекой Сакария и областями, которые будут определены на берегу залива Измит». Константинопольское соглашение было обнародовано в русской газете «Известия» в ноябре 1917 года, чтобы получить поддержку со стороны армянского общества по поводу русской революции. Тем не менее, после русской революции эти тайные планы провалились.

### Великобритания
Британцы получили контроль над проливами, Мраморным морем и оккупировали Стамбул (наряду с французами) с 13 ноября 1918 года по 23 сентября 1923 года. После Турецкой войны за независимость и подписания Лозаннского договора их войска покинули город.

### Италия
В 1917 году было заключено соглашение Санкт-Жан-де-Морьен между Францией, Италией и Великобританией, позволявшее Италии получить после войны всю юго-западную Анатолию, кроме региона Адан, в том числе Измир. Тем не менее, в 1919 году премьер-министр Греции Элефтериос Венизелос получил разрешение на Парижской мирной конференции 1919 года на то, чтобы занять Измир, что отменило положения соглашения.

### Франция
По тайному соглашению Сайкса-Пико от 1916 года французы получали Хатай, Ливан и Сирию, выразив при этом желание обладать также частью юго-восточной Анатолии. Соглашение Санкт-Жан-де-Морьен от 1917 года между Францией, Италией и Великобританией выделяло для Франции регион Адан.
Французская армия оккупировала часть Анатолии с 1919 по 1921 год, в том числе угольные шахты, железные дороги, порты Чёрного моря Зонгулдак и Эрегли Карадениз, Стамбул (наряду с англичанами), Узункепрю в Восточной Фракии и область Киликии. Франция в конце концов отказалась от всех этих областей после соглашения в Анкаре, Муданийского перемирия, договор в Анкаре и Лозаннского мирного договора.

### Греция

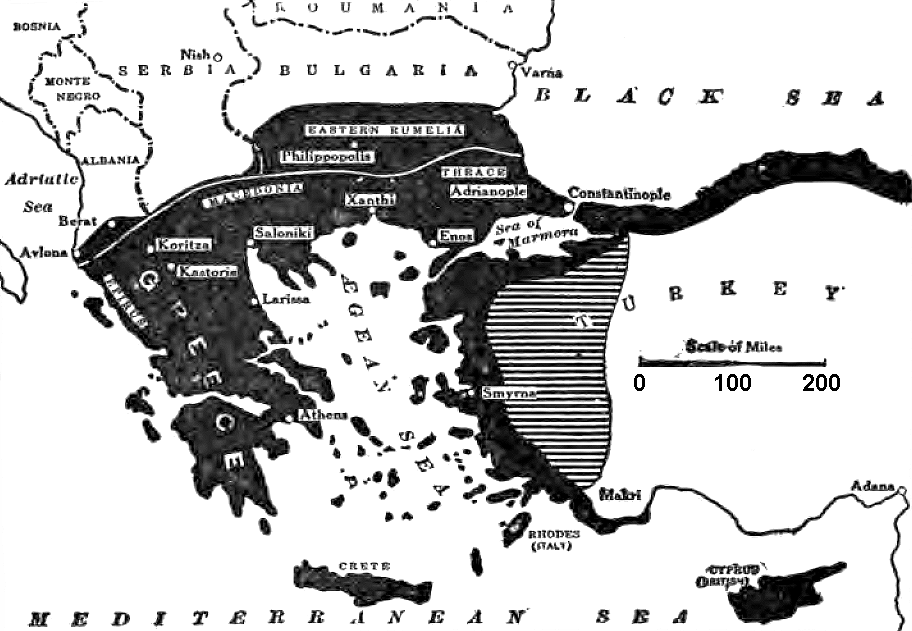
Территория Греции, предложенная на Парижской мирной конференции

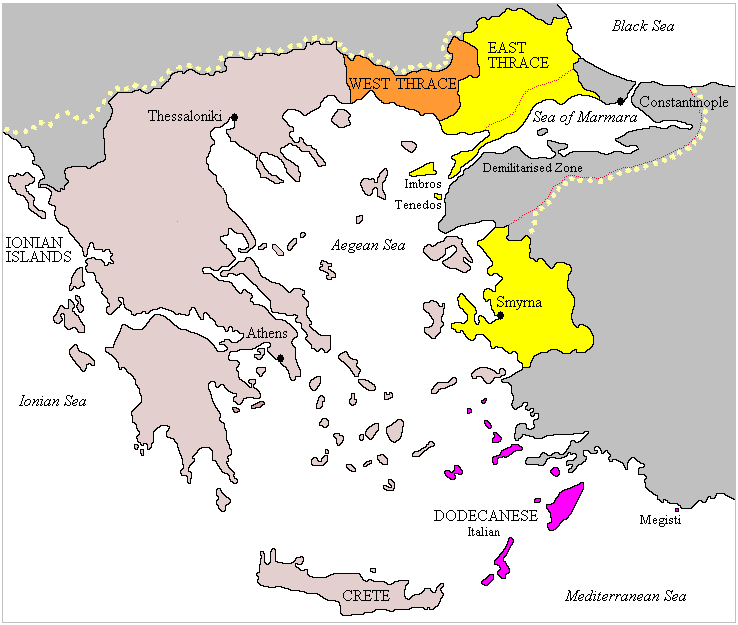
Греция после Севрского мира

Западные союзники, в частности — премьер-министр Великобритании Дэвид Ллойд-Джордж, обещали Греции территориальные приобретения за счёт Османской империи, если Греция вступит в войну на стороне Союзников. Обещанные ей территории включали восточную Фракию острова Имброс и Тенедос, а также часть западной Анатолии в районе города Измир.
В мае 1917 года, после изгнания короля Константина, греческий премьер-министр Элефтериос Венизелос вернулся в Афины и вступил в союз с Антантой. Греческие вооружённые силы (хотя и делившиеся на сторонников монархии и сторонников Венизелоса) начали принимать участие в военных действиях против болгарской армии на границе. В том же году Измир был обещан Италии в соответствии с соглашением Санкт-Жан-де-Морьен между Францией, Италией и Великобританией.
В 1918 году на Парижской мирной конференции, основываясь на военных обещаниях, Венизелос лоббировал расширение Греции (так называемая «Великая идея»), в результате которого она должна была включать в себя большие греческие общины в Северном Эпире, Фракию (включая Константинополь) и часть Малой Азии. В 1919 году, несмотря на итальянское противодействие, он получил разрешение на Парижской мирной конференции 1919 года для Греции занять Измир.

## Юго-Западная Кавказская Демократическая республика
Юго-Западная кавказская демократическая республика представляла собой государство, созданное на территории России в 1918 году после вывода войск Османской империи к границе, существовавшей до Первой мировой войны, в результате Мудросского перемирия. Оно являлось номинально независимым временным правительством, возглавляемым Фахр аль-Дином Пириоглы, и базировалось в Карсе.
После того как начались боевые действия между ним и Грузией и Арменией, британский верховный комиссар адмирал Сомерсет Артур ГофКалтхорп оккупировал Карс 19 апреля 1919 года, распустив парламент и арестовав 30 членов правительства. Он передал область Карса под власть армян.

## Армения

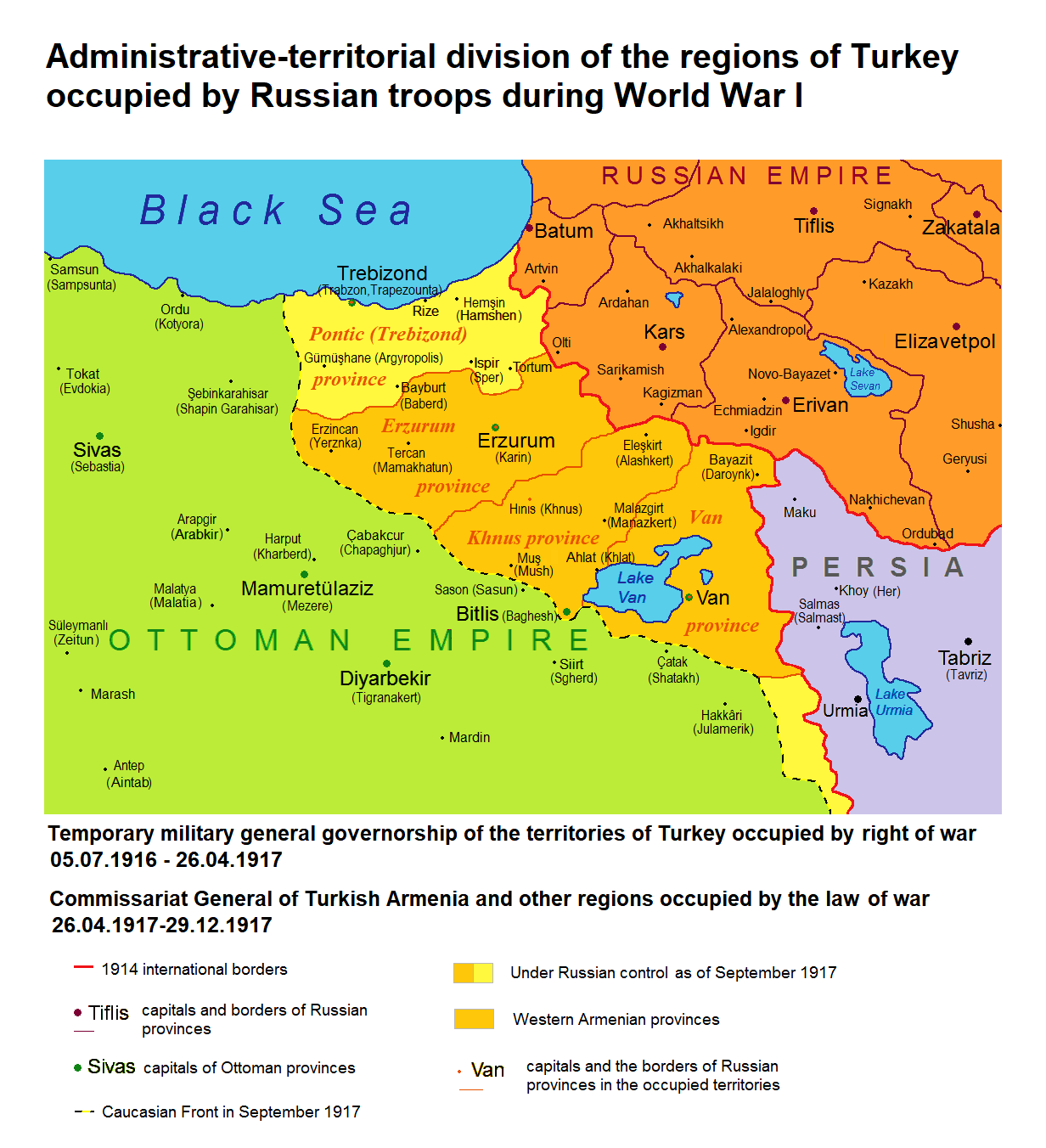
Административно-территориальное деление регионов Турции, оккупированных русскими войсками в годы Первой мировой войны 1916-1917 гг.

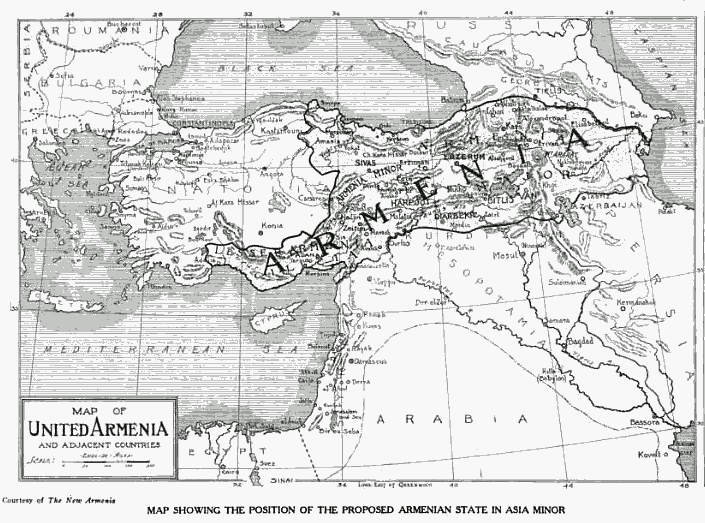
Территория Армении, предложенная на Парижской мирной конференции

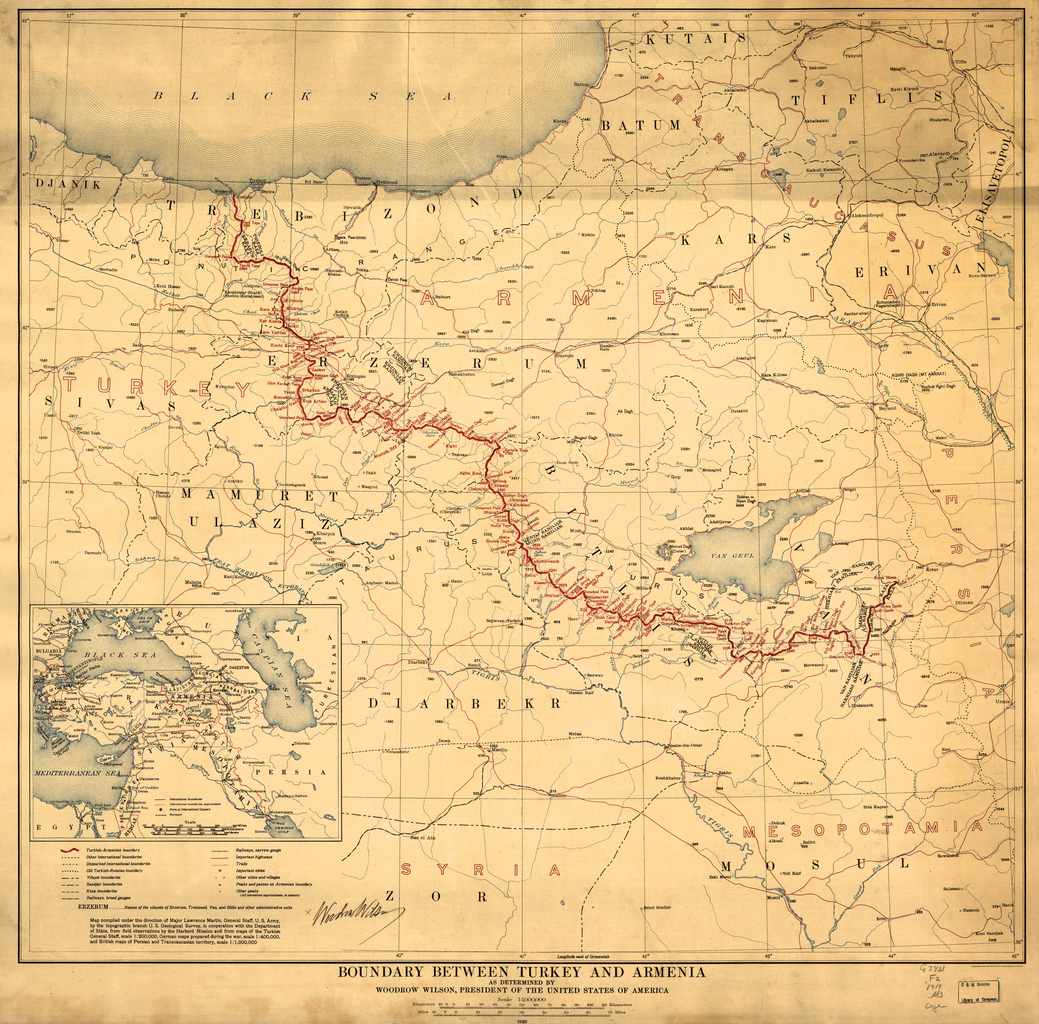
Вильсоновская Армения после Севрского мира

В последние годы войны армяне создали временное правительство, а затем республику. Военный конфликт между турками и армянами во время и после войны в конечном счёте определил границы недолго существовавшего армянского государства.

### Администрация Армении
В апреле 1915 года Россия поддержала создание армянского временного правительства под управлением губернатора Арама Манукяна, лидер Ванского сопротивления. Армянское национально-освободительное движение надеялось, что Армения может быть освобождена от власти Османской империи в обмен на помощь русской армии со стороны армян. Однако царская Россия заключила секретное военное соглашение с Антантой о дальнейшей судьбе территорий Анатолии. Эти планы были обнародованы революционерами в 1917 году, чтобы получить поддержку своих действий со стороны армянской общественности.
В то же время временное правительство становилось тем более стабильным, чем большее количество армян переезжало на его территорию. В 1917 году 150 000 армян переехали в провинции Эрзурум, Битлис, Муш и Ван. И Армен Гаро (известный как Гарегин Пастирмакян), и другие армянские лидеры требовали, чтобы армянские солдаты на Европейском театре военных действий были переправлены на Кавказский фронт.
Русская революция оставила фронт на востоке Турции в состоянии нестабильности. В декабре 1917 года перемирие было подписано представителями Османской империи и Закавказским комиссариатом. Тем не менее, Османская империя начала укреплять свои армии на Восточном фронте. Боевые действия начались в середине февраля 1918 года. Армяне под сильным давлением со стороны османской армии и курдских иррегулярных отрядов были вынуждены отказаться от Эрзинджана и Эрзурума, а затем и Карса, в конечном итоге оставив город 25 апреля. В ответ на османское наступление Закавказский комиссариат превратился в недолговечную Закавказскую федерацию; её распад привёл армян к созданию Демократической Республики Армения 30 мая 1918 года. Батумский договор, подписанный 4 июня, ограничил территорию армянской республики областью площадью всего в 11 000 км².

### Армения Вильсона
На Парижской мирной конференции 1919 года армянская диаспора и Армянская Революционная Федерация утверждали, что историческая Армения, регион, который оставался вне контроля Османской империи с 1915 по 1918 год, должна стать частью Демократической Республики Армения. Ссылаясь на принципы, изложенные в речи Вудро Вильсона о «Четырнадцати пунктах», армянская диаспора утверждала, что Армения должна иметь «возможность контролировать регион». Армяне также утверждали, что доминирующее население региона становится всё более армянским, — турецкие жители перемещались в западные провинции. Погос Нубар, президент Армянской национальной делегации, добавил: «На Кавказе, где, не говоря уже о 150 000 армян императорской армии России, более 40 000 наших добровольцев внесли свой вклад в освобождение части армянских вилайетов, и где под руководством своих лидеров, Андраника и Назербекова, они, единственный из народов Кавказа, оказывали сопротивление турецкой армии с момента ухода большевиков и вплоть до подписания перемирия».
Президент Вильсон принял армянские аргументы для обозначения границы и написал: «Мир ожидает от них (армян), что они будут всемерно содействовать и помогать всеми силами тем турецким беженцам, которые пожелают вернуться в свои бывшие дома в районах Трапезунда, Эрзерума, Вана и Битлиса, помня, что эти люди тоже сильно пострадали». Конференция согласилась с его предложением о том, что Демократическая Республика Армения должна расшириться за счёт современной восточной Турции.

## Турецкая Республика
Между 1918 и 1923 годами турецкое Движение сопротивления во главе с Мустафой Кемалем Ататюрком вынудило греков и армян покинуть Анатолию, в то время как итальянцы вообще не добились там своего присутствия. Турецкие революционеры также подавили попытки курдов стать независимыми в 1920 году. После того, как турецкое сопротивление получило контроль над Анатолией, не было никакой надежды на соблюдение условий Севрского договора
До вхождения в СССР Демократическая Республика Армения подписала Александропольский договор 2 декабря 1920 года, согласившись на нынешние границы между двумя странами. После этого Армения стала одной из Советских республик, впоследствии вошедших в состав СССР. Эти границы были утверждены ещё и Московским договором (1921 год), согласно которому большевики уступили уже оккупированные Турцией округа Карс, Игдыр, Ардаган и Артвин Турции, вместе с тем за Грузией остался регион Аджария с центром в Батуми.
Турция и РСФСР, вскоре вошедшая в СССР, ратифицировали Карсский договор 11 сентября 1922 года, сформировав современную северо-восточную границу Турции и установив мир в регионе. Наконец, Лозаннский мирный договор, подписанный в 1923 году, официально прекратил все боевые действия и привёл к созданию современной Турецкой республики.